# André Santos Siqueira
André Santos Siqueira (São Paulo, 4 de maio de 1976) é um ex-jogador brasileiro de futsal, que atuava na posição de ala. Ele fez parte da Seleção Brasileira de Futsal que conquistou o vice-campeonato em 2000, onde foi capitão da equipe.